# عزيز كريشان
عزيز كريشان ولد في 4 أبريل 1947 في القصرين، هو عالم اجتماع وكاتب وسياسي تونسي.

تم تعيينه كمستشار لدى رئيس الجمهورية التونسية المنصف المرزوقي مكلف بالشؤون السياسية في 1 يناير 2012، واستقال من مهامه في 2 مايو 2014.

كريشان هو كذلك عضو المكتب السياسي في حزب المؤتمر من أجل الجمهورية، واستقال منه في 19 ديسمبر 2013.

## مؤلفاته
- متلازمة بورقيبة (Syndrome Bourguiba)، دار سراس للنشر، تونس العاصمة، 1993 (بالفرنسية).
- وعد الربيع. تونس 2011 - 2017، منشورات السوربون، 2018 (بالفرنسية)